# Соколенко, Константин Иванович
Константин Иванович Соколенко (р. 9 ноября 1987) — казахстанский прыгун с трамплина, участник зимней Азиады-2011 в Алматы.

## Биография
Первоначально К. И. Соколенко выступал в лыжном двоеборье и был лидером казахстанской команды. Участник чемпионатов мира 2007 и 2009 года, этапов Кубка мира и других международных соревнований.
С 2010 года больше специализируется в прыжках с трамплина. На зимней Азиаде 2011 года показал 9-й результат как на среднем (95 м), как и на большом (125 м) трамплинах.